# ماگدالا، آلمان
شهر ماگدالا، آلمان (به آلمانی: Magdala, Germany) در ایالت تورینگن در کشور آلمان واقع شده‌است.